# إدي مايلت
إيدي مالييت (بالفرنسية: Eddy Maillet)‏، من مواليد 19 أكتوبر 1967، حكم كرة قدم دولي من سيشل.
و قد حكم في كأس الأمم الأفريقية 2004 وكأس الأمم الأفريقية 2006 وكأس آسيا 2007 وكأس الأمم الأفريقية لكرة القدم 2010

## روابط خارجية
- إدي مايلت على موقع Soccerway.com (الإنجليزية)